# Wingecarribee Swamp

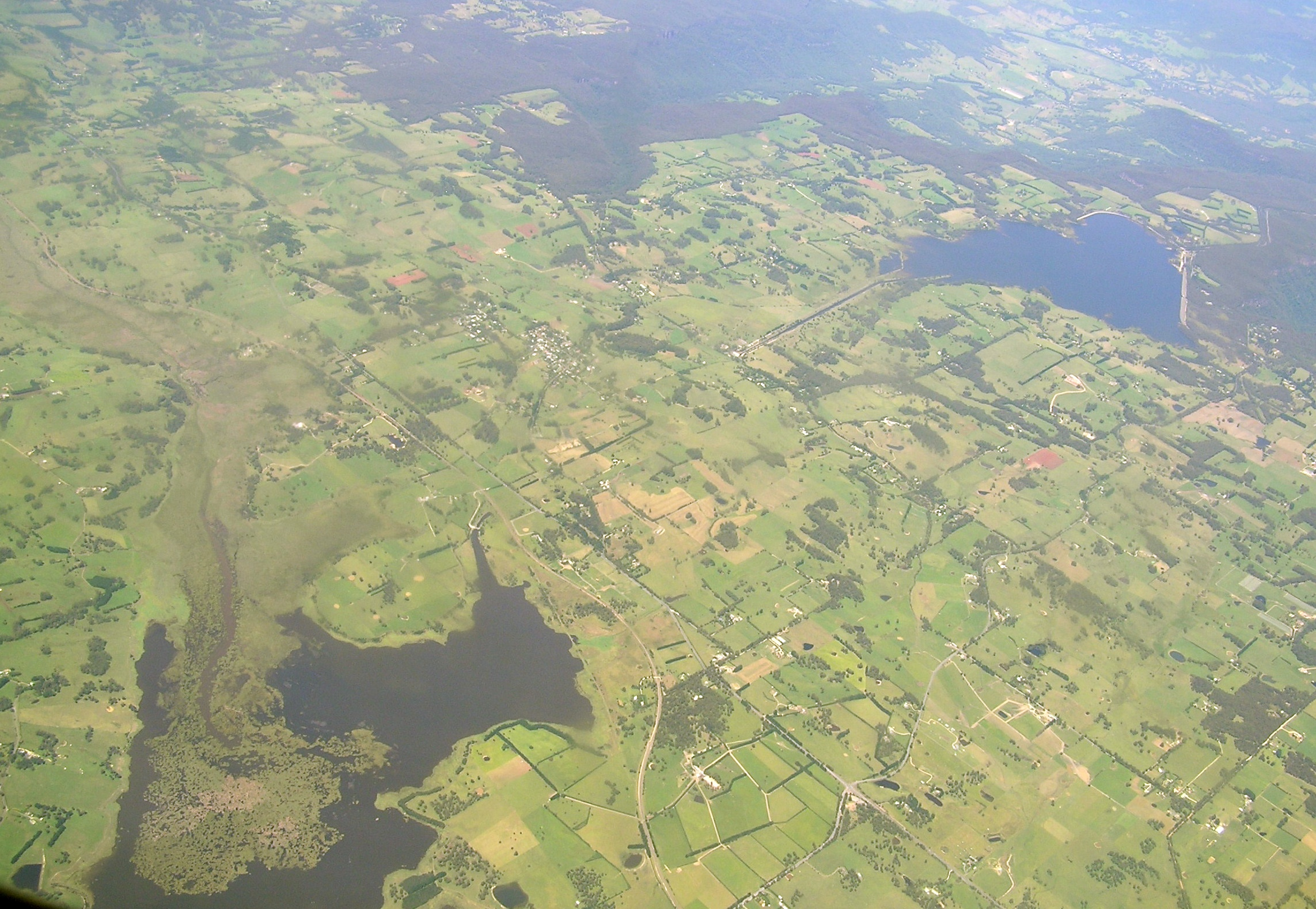
Wingecarribee Swamp (braune Fläche links) und Fitzroy Falls Reservoir (rechts)

Der Wingecarribee Swamp ist ein Moor im Osten des australischen Bundesstaates New South Wales. Er ist das einzige verbleibende Niedermoor in New South Wales und das größte seiner Art in Australien.

## Geografie
Das Moor liegt etwa 90 Kilometer südwestlich von Sydney und 15 Kilometer östlich von Bowral. und ca. 15 km südwestlich von Wollongong in der Nähe der Nationalparks Macquarie Pass und Budderoo. Aus ihm geht über den angrenzenden Stausee Wingecarribee Reservoir der Wingecarribee River hervor. Eine öffentliche Straße führt nicht zum Moor.

## Entstehung
Der heutige Wingecarribee Swamp ist vermutlich ein Überbleibsel eines viel größeren Moores der letzten Eiszeit. Der größte Teil dieses eiszeitlichen Moores, das sich auf dem Untergrund aus Sandstein gebildet hatte, trocknete vor ca. 12.000 Jahren durch Geländehebungen in den Einzugsbereichen des Wollondilly River, des Nepean River und des unteren Shoalhaven River aus. Die heutigen Reste dieses Moores aber konnten bis heute überleben, da sie im Norden, Osten und Süden von Basalthügeln begrenzt werden, die die Abführung des Wassers in die vorgenannten Flüsse verhindern.
Die Regenfälle in diesem Gebiet erreichen mit durchschnittlich 1.600 mm pro Jahr für New South Wales unüblich hohe Werte.

## Flora und Fauna
Mit 120 höheren Pflanzenarten weist der Wingecarribee Swamp die höchste Biodiversität aller Feuchtgebiete in Australien auf. Zu den bedrohten Pflanzenarten zählen die Lauchorchidee (Prasophyllum uroglossum), der „Sumpfenzian“ (Gentiana wingecarribiensis) und der Gewöhnliche Gilbweiderich (Lysimachia vulgaris var. davurica).
Auch viele Tierarten sind in dem Moor heimisch, darunter etliche bedrohte Arten. Dazu zählt die „Riesenlibelle“ (Petalura gigantea). Aber auch viele einheimische Vögel, Reptilien und andere Insekten sind dort zu finden.

## Unerklärliche Erscheinungen
Es kam in und um den Wingecarribee Swamp zu Beobachtungen, für die die Anwohner keine Erklärung finden konnten. So wurden im Frühjahr nachts periodisches Röcheln und Brüllen wie von einem Bullen gehört. Die Menschen schrieben dies teils einem fabelhaften Monster namens Bunyip zu, teils der Existenz eines unterirdischen Flusses. Für die letztere Theorie sprachen auch glucksende Geräusche, die gelegentlich zu hören waren. Beweise allerdings gibt es nicht dafür. Auch wird von Schwimmern berichtet, die in einer Blänke – The Half-mile Hole genannt – unter Wasser gezogen wurden, ebenso wie von Zaunpfählen, die unerklärlicherweise spurlos im Boden verschwanden.